# Hans-Erich Weinschenk
Hans-Erich Weinschenk (* 11. Dezember 1927 in Rostock; † 4. Mai 1986 in Magdeburg) war ein deutscher Ingenieur und Professor für Elektrotechnik. Er gehörte zu den Pionieren der Lichtbogen- und Plasmatechnologie mit innovativen Anwendungen und war Mitbegründer der Ingenieurausbildung auf dem Gebiet Elektrotechnologische Verfahren im gesamten deutschsprachigen Raum. Er war Dekan, 1. Prorektor, und von 1970 bis 1976 hatte er das Amt als Rektor der Technischen Hochschule Magdeburg inne.

## Leben und Wirken
Hans-Erich Weinschenk entstammte einer Kaufmannsfamilie aus Rostock, wo er auch aufwuchs. Er legte nach dem Besuch der entsprechenden Schulen mit zweijähriger Unterbrechung durch den Wehrdienst während der letzten beiden Kriegsjahre 1947 das Abitur ab. Er studierte von 1947 bis 1949 an der Universität Rostock in der Fachrichtung Physik. Danach ging er an die Fakultät Elektrotechnik der TU Dresden und erwarb dort 1953 seinen Abschluss als Diplom-Ingenieur (Dipl.-Ing.) für Elektrotechnik.
Seinen Berufseinstieg vollzog Weinschenk 1953 als Mitarbeiter des Zentralinstituts für Schweißtechnik (ZIS) in Halle (Saale). Hier wurde er bald Leiter der Arbeitsgruppe Elektrotechnik. Er baute im Jahre 1955 das Forschungsgebiet „Schweißmaschinen und Steuerungen“ auf.
1956 erhielt er auf Grund einer Abschlussprüfung die Zusatzqualifikation eines Schweißfachingenieurs. Weinschenk promovierte 1959 an der Bergakademie Freiberg zum Dr. rer. nat. auf dem Gebiet des Elektroschweißens.
1962 wurde er im ZIS zum Leiter der Abteilung Forschung, zu der ein Mitarbeiterstab von etwa 70 Fachingenieuren gehörte. Damit war Weinschenk für die gesamte schweißtechnische Forschung innerhalb des Zentralinstituts für Schweißtechnik und somit zugleich für die gesamte DDR verantwortlich.
Seit 1956 war er ständiger Lehrbeauftragter an der TH Magdeburg. 1963 erfolgte seine Berufung zum Professor mit Lehrauftrag an die TH Magdeburg. Zugleich übernahm er die Leitung des Instituts für Elektrotechnik, das von Ernst Stumpp gegründet wurde, und der zugehörigen Fachrichtung.
Weinschenk widmete sich dem Aufbau der Fakultät für Elektrotechnik an der TH Magdeburg, die 1965 gegründet wurde und die er als Gründungsdekan von 1965 bis 1968 leitete. Seine besondere Aufmerksamkeit fand hierbei speziell der Aufbau eines Instituts für Schwachstromtechnik (Elektronik).
Von 1968 bis 1970 hatte Weinschenk die Funktion des 1. Prorektors inne. Im Zeitraum 1970 bis 1976 war er Rektor der TH Magdeburg in der Nachfolge von Manfred Beckert und gehörte während dieser Zeit von 1971 bis 1976 der SED-Bezirksleitung Magdeburg an. Ihm folgte Reinhard Probst im Rektorenamt.
In der Kammer der Technik war er von 1965 bis 1969 Vorsitzender des Fachverbandes Maschinenbau und damit zugleich Mitglied des Präsidiums.
In den Jahren nach der Dritten Hochschulreform der DDR von 1968 gehörte sein Lehrstuhl als Wissenschaftsbereich „Elektrotechnologische Verfahren und Anlagen“ zur Sektion Technische Kybernetik und Elektrotechnik (TK/ET) (Gründungsdirektor: Heinz Töpfer). In diesen Jahren leistete Weinschenk einen nennenswerten Beitrag zur Profilierung der Sektion hinsichtlich praxisorientierter Lehre und industrienaher Forschung sowie für die Herausbildung des wissenschaftlichen Nachwuchses.
Weinschenk galt auf dem Gebiet der Lichtbogen- und Plasmatechnologie als ein international anerkannter Fachmann. 1970 wurde er daher zum Vorsitzenden des Zentralen Arbeitskreises (ZAK) „Elektrotechnologische Verfahren“ des Forschungsrates der DDR berufen.
Aus dem akademischen Umfeld von Weinschenk sind namhafte Industriefachleute, Wissenschaftler und mehrere Professoren hervorgegangen.

## Mitgliedschaften und Ehrungen (Auswahl)
- 1963 Verdienter Techniker des Volkes
- 1965 bis 1969 Mitglied des Präsidiums in der Kammer der Technik
- 1971 Vaterländischer Verdienstorden in Bronze
- 1971 bis 1976 Mitglied der SED-Bezirksleitung Magdeburg
- 1974 Held der Arbeit

## Publikationen (Auswahl)
Als Fachmann für Schweißtechnik verfasste er zahlreiche fachwissenschaftliche Beiträge, Patente und hielt zahlreiche Vorträge, die ihm auch internationale Anerkennung verschafften.
- Der elektrische Lichtbogen und seine Anwendung am Beispiel der Schutzgasschweißung, 1955.
- Beitrag zur Veränderung des Abschmelzcharakters von ummantelten Elektroden durch den elektrischen Anschlusskreis. Akademie-Verlag, Berlin 1960.
- Die Bedeutung lichtbogenphysikalischer Betrachtungen für die Weiterentwicklung der Schweißtechnik. In: ZIS-Mitteilungen 11, 1966.